# August Schlachter
August Schlachter (* 25. Januar 1901 in Barabein, Landkreis Biberach; † 10. April 1996 in Biberach an der Riß) war ein deutscher Architekt, der in mehreren Konzentrationslagern als Bauleiter tätig war.

## Tätigkeiten im Zweiten Weltkrieg
August Schlachter wuchs in Maselheim auf und besuchte von 1912 bis 1918 das Realgymnasium in Biberach. Von 1919 bis 1925 studierte er an der Staatsbauschule in Stuttgart, danach arbeitete er in Maselheim und betrieb ab 1928 ein eigenes Architekturbüro in Biberach.
Schlachter trat Anfang April 1933 der NSDAP (Mitgliedsnummer 2.339.579) bei. Er wurde schließlich auch Mitglied der SS, bei der er 1944 bis zum SS-Hauptsturmführer befördert wurde (SS-Nr. 128.820). 1939 kam er zum SS-Hauptamt Haushalt und Bauten.
Im Rang eines SS-Unterscharführers leitete Schlachter vom Mai 1940 bis zum November 1941 die SS-Neubauabteilung KL Auschwitz/Oberschlesien, die für den Aufbau des Stammlagers zuständig war. Zu den dort angefertigten Bauplänen gehörte der Umbau des später als Block 11 bezeichneten Gebäudes, in dessen Keller sich Dunkelzellen befanden.
Kurz nachdem Karl Bischoff die Planung eines Kriegsgefangenenlagers, dem späteren KZ Auschwitz-Birkenau, übertragen worden war, schuf dieser im Dezember 1941 die Zentralbauleitung der Waffen-SS und Polizei Auschwitz O/S. Hans Kammler vom SS-Hauptamt Verwaltung und Wirtschaft glaubte, August Schlachter sei den anstehenden größeren Aufgaben nicht gewachsen. Rudolf Höß charakterisierte Schlachter später als „Provinzarchitekt aus Württemberg, ein beschränkter Geist mit wenig Schwung“. Des Weiteren sei dieser ein „guter Kerl,“ dem aber „jede Großzügigkeit“ fehle.
Schlachter wurde Ende 1941 als Bauleiter nach Natzweiler versetzt, um als Chef der Bauleitung der Waffen-SS und Polizei Natzweiler/Elsaß das dortige KZ Natzweiler-Struthof einzurichten. Dort war er bis Dezember 1942 beschäftigt. Anschließend war Schlachter in der Bauinspektion beim Höheren SS- und Polizeiführer Kiew tätig. Ab 1944 wurde er als Chef des Führungsstabs B 12 vom KZ Mittelbau-Dora geführt.

## Nachkriegszeit
Schlachter wurde bei Kriegsende von der US-Army verhaftet. Er gab sich als ziviler Mitarbeiter der Heeresverwaltung aus und wurde entlassen. Da Maselheim in der französischen Zone lag und er auf der Fahndungsliste der Franzosen wegen seiner Tätigkeit in Natzweiler stand, wich er ins bayerische Allgäu aus, das zur Amerikanischen Zone gehörte. Schlachter arbeitete zunächst in Geisenried (Marktoberdorf) in der Landwirtschaft. Dort wurde ein Entnazifizierungsverfahren durchgeführt, bei dem er seine Mitgliedschaften in der NSDAP und der SS verschwieg. Er wurde daher als „nichtbelastet“ eingestuft. Ab 1950 arbeitete er als Bauführer in Memmingen. Für die Spruchkammern in Biberach und Riedlingen galt er als vermisst. Seine Frau veranlasste den Biberacher Bürgermeister Wilhelm Leger, dass er ein positives Leumundszeugnis ausstellte, so dass mit der „Entlastung in Abwesenheit“ durch die Spruchkammer sie die vollen Versorgungsbezüge als Kriegerwitwe erhalten konnte. Schlachter kehrte 1953/54 wohlbehalten aus der Versenkung auf und arbeitete wieder als Architekt in Biberach. An einer Entnazifizierung bestand nun kein gesellschaftliches Interesse mehr.
Schlachter wurde im Zuge der Frankfurter Auschwitzprozesse vernommen, die überkommenen Protokolle sind die einzige Basis für die Rekonstruktion seines Lebenslaufes. Ende der 1980er Jahre leitete die Zentrale Stelle der Landesjustizverwaltungen zur Aufklärung nationalsozialistischer Verbrechen ein Ermittlungsverfahren ein, da sie nun herausfand, dass Schlachters Name auf einer 40 Jahre alten Fahndungsliste der United Nations War Crimes Commission gestanden hatte. Als Tatort war das Konzentrationslager Natzweiler angegeben. Die Staatsanwaltschaft Stuttgart stellte 1990 das Ermittlungsverfahren wegen Verjährung ein.